# Karl Hoyer
Karl Hoyer (* 9. Januar 1891 in Weißenfels; † 12. Juni 1936 in Leipzig) war ein deutscher Organist und Kirchenmusiker.

## Werdegang
Karl Hoyer studierte am Konservatorium Leipzig bei Max Reger, Karl Straube, Stephan Krehl. 1911 wurde er Organist an der Ritter- und Domkirche zu Reval. 1912 erster Organist an der Stadtkirche St. Jacobi in Chemnitz. Ab 1926 war er Lehrer für Orgelspiel und Theorie am Leipziger Konservatorium und gleichzeitig hauptamtlicher Organist an der dortigen Hauptkirche St. Nicolai. Er trat zum 1. November 1932 der NSDAP bei (Mitgliedsnummer 1.377.002). 1934 wurde er zum Professor am Kirchenmusikalischen Institut berufen.

## Notenausgaben
- Jauchzet Gott, alle Lande, opus 5, für Chor SATB und Orgel (Berlin 2013)
- Drei geistliche Gesänge für Sopran-Solo, Chor, Violine, Flöte und Orgel (Berlin 2013):
  - Weihnachtsgesang: Der heilge Christ ist kommen
  - Osterlied: Christ ist erstanden
  - Pfingstgebet: Nun bitten wir den heiligen Geist
- Concertino im alten Stil Op. 20 für Streichorchester und Orgel